# La Línea de la Concepción
La Línea de la Concepción település Spanyolországban, Cádiz tartományban. La Línea de la Concepción Gibraltár és San Roque településekkel határos. Lakosainak száma 64 177 fő (2024).

## Népesség
A település népessége az utóbbi években az alábbiak szerint változott:
| Lakosok száma | 60 565 | 61 875 | 63 026 | 64 595 | 64 944 | 63 132 | 63 278 | 63 147 | 63 365 | 64 177 |
|               | 2001   | 2004   | 2006   | 2009   | 2011   | 2014   | 2016   | 2019   | 2021   | 2024   |